# ブリッジズ男爵
ブリッジズ男爵（英語: Baron Bridges）は、イギリスの男爵、貴族。連合王国貴族爵位。官僚エドワード・ブリッジズが1957年に叙せられたことに始まる。

## 歴史
国家公務員担当次官や大蔵次官職を務めた官僚エドワード・ブリッジズ(1892-1969)は、1957年2月4日に連合王国貴族としてケント州セント・ニコラス=アット=ウェード及びサリー州ヘッドリーのブリッジズ男爵（Baron Bridges, of Headley in the County of Surrey and of Saint Nicholas at Wade in the County of Kent）に叙せられた。
2代男爵トーマス(1927-2017)は外交官として活躍し、アテネ大使館政治部長や駐伊英国大使を歴任した。貴族院ではクロスベンチャーとして活動し、1999年の貴族院改革以降も引き続いて貴族院に籍を置く世襲貴族の一人だった。しかし彼は長期療養生活に入ったため、2016年に貴族院改革法の規定にのっとり、議席を削除された。
現当主である3代男爵マーク(1954-)は、エリザベス2世を始めとする英国王室の事務弁護士を務めている。 
一族の邸宅は、サフォーク州オーフォード近郊のグレートハウス（Great House）。
なお、政治家ジョージ・ブリッジズ(1970-)は、ブリッジズ男爵家の親族であり、彼自身も2015年に一代貴族としてサリー州ヘッドリー・ヒースにおけるヘッドリーのブリッジズ男爵（Baron Bridges of Headley, of Headley Heath in the County of Surrey）に叙されている。

## ブリッジズ男爵（1957年）
- 初代ブリッジズ男爵エドワード・エッティングデーン・ブリッジズ（英語版） （1892–1969）
- 第2代ブリッジズ男爵トーマス・エドワード・ブリッジズ（英語版） （1927–2017）
- 第3代ブリッジズ男爵マーク・トーマス・ブリッジズ（英語版） （1954-）

爵位の推定相続人は、現当主の弟ニコラス・エドワード・ブリッジズ（1956-）閣下。 
推定相続人の法定推定相続人はマシュー・オーランド・ブリッジズ(1988-)。  

### 註釈
1. ↑  貴族院改革法(2014年)第2節は病気や事故等により、貴族院議員としての職務執行が長期にわたって困難となった者の議席を除くことができる旨を定めた法律。(長期不在による議席削除)
2. ↑  初代男爵の次男ロバート・オリバー(1930—2015)の次男にあたる。